# Uwajima
Uwajima (japanska: 宇和島市?, Uwajima-shi) är en stad i Ehime prefektur på den japanska ön Shikoku. Staden fick stadsrättigheter 1921.
Staden är en hamnstad med ett slott, gammalt tempeldistrikt och bergsomgivningar. Uwajima är förmodligen mest känd för tjurfäktning, utförd enligt ett rankingsystem som är baserat på sumobrottning. Tjurfäktningen hålls under sex dagar varje år, men en videopresentation av den visas året runt i Shiei Togyojo.
Helgedomen Tagajinja har berömda sexuellt explicita statyer och andra föremål förknippade med fertilitet.

## Omgivningar
Uwajima är mest uppskattat som avstickare för en som med bil, buss eller båt är på väg till de närliggande öarna och vackra kustområdena. I bergen nordväst om Uwajima, precis vid väg 320, ligger Nametokoklyftan som är känd för sitt vattenfall och fina utsikt.

## Galleri

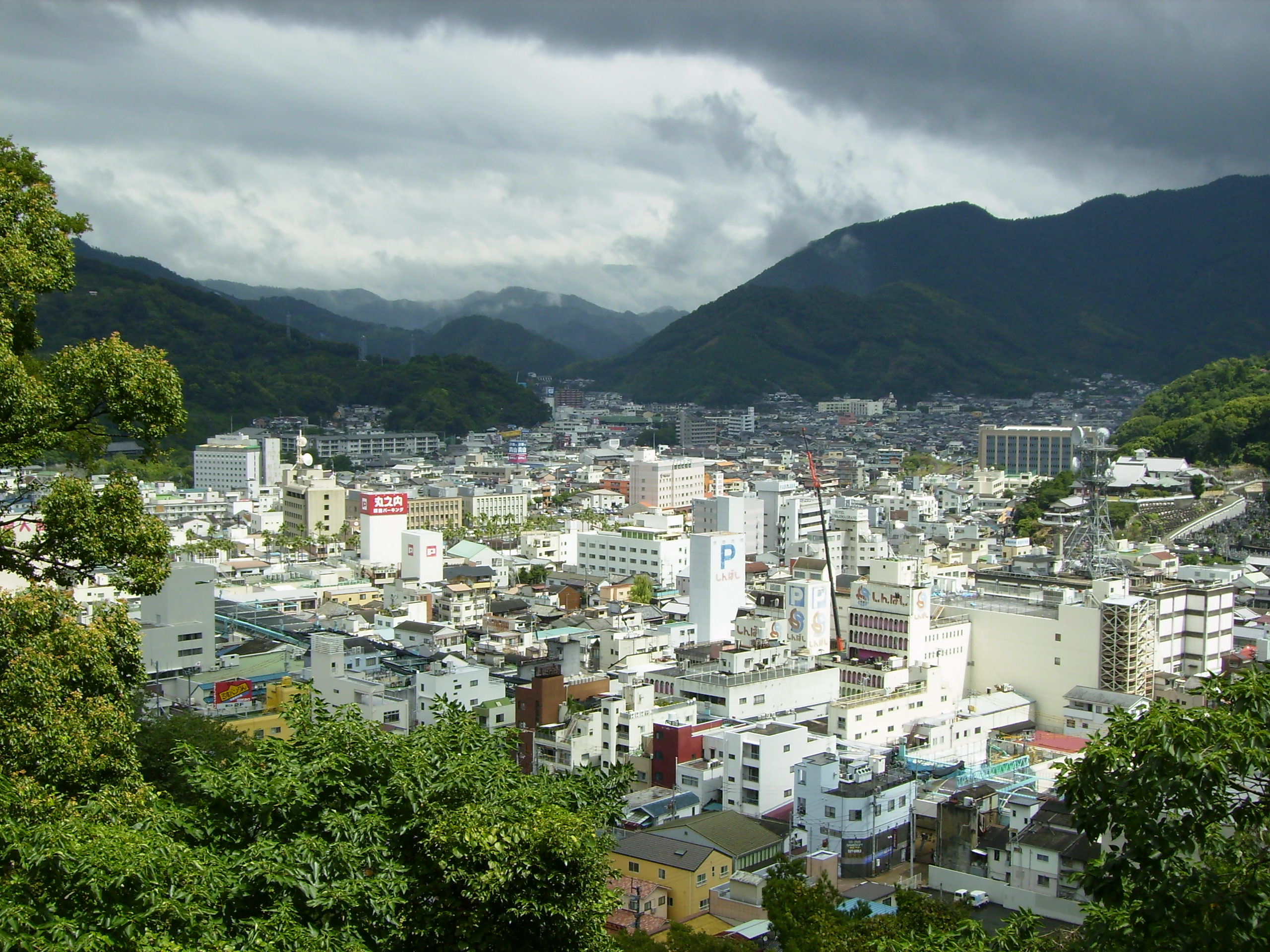
Vy över Uwajima
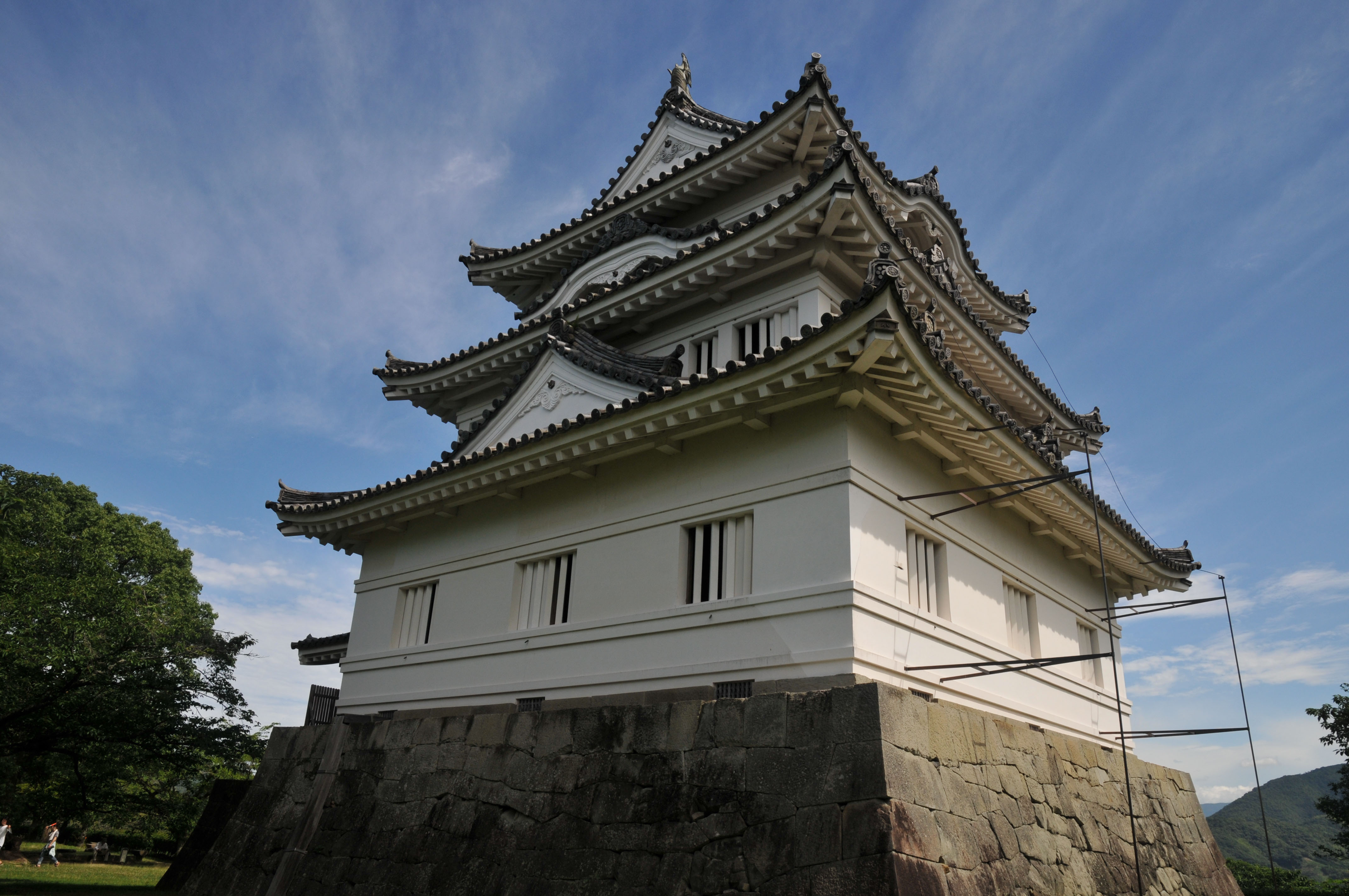
Uwajima slott
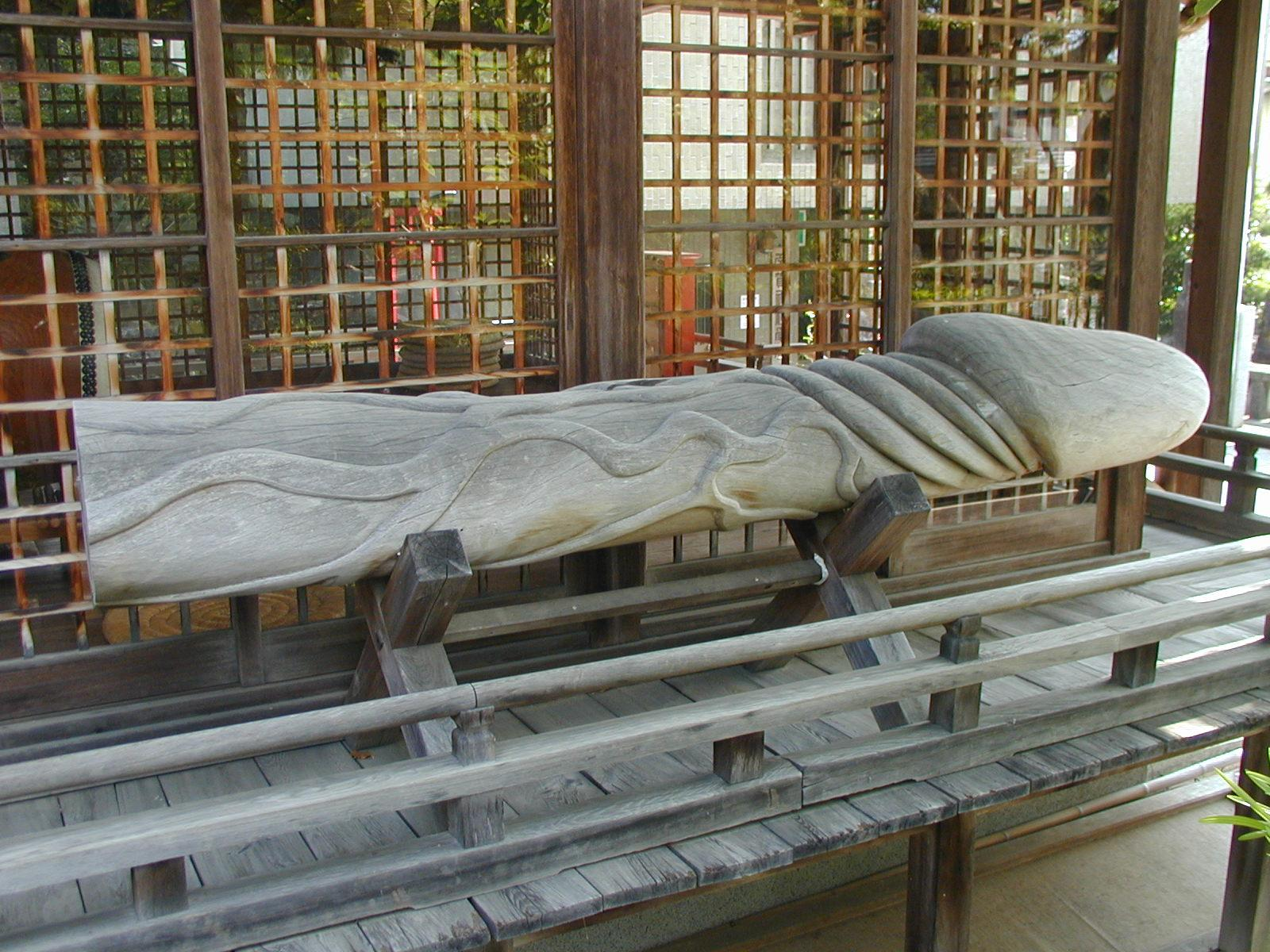
Tagajinja
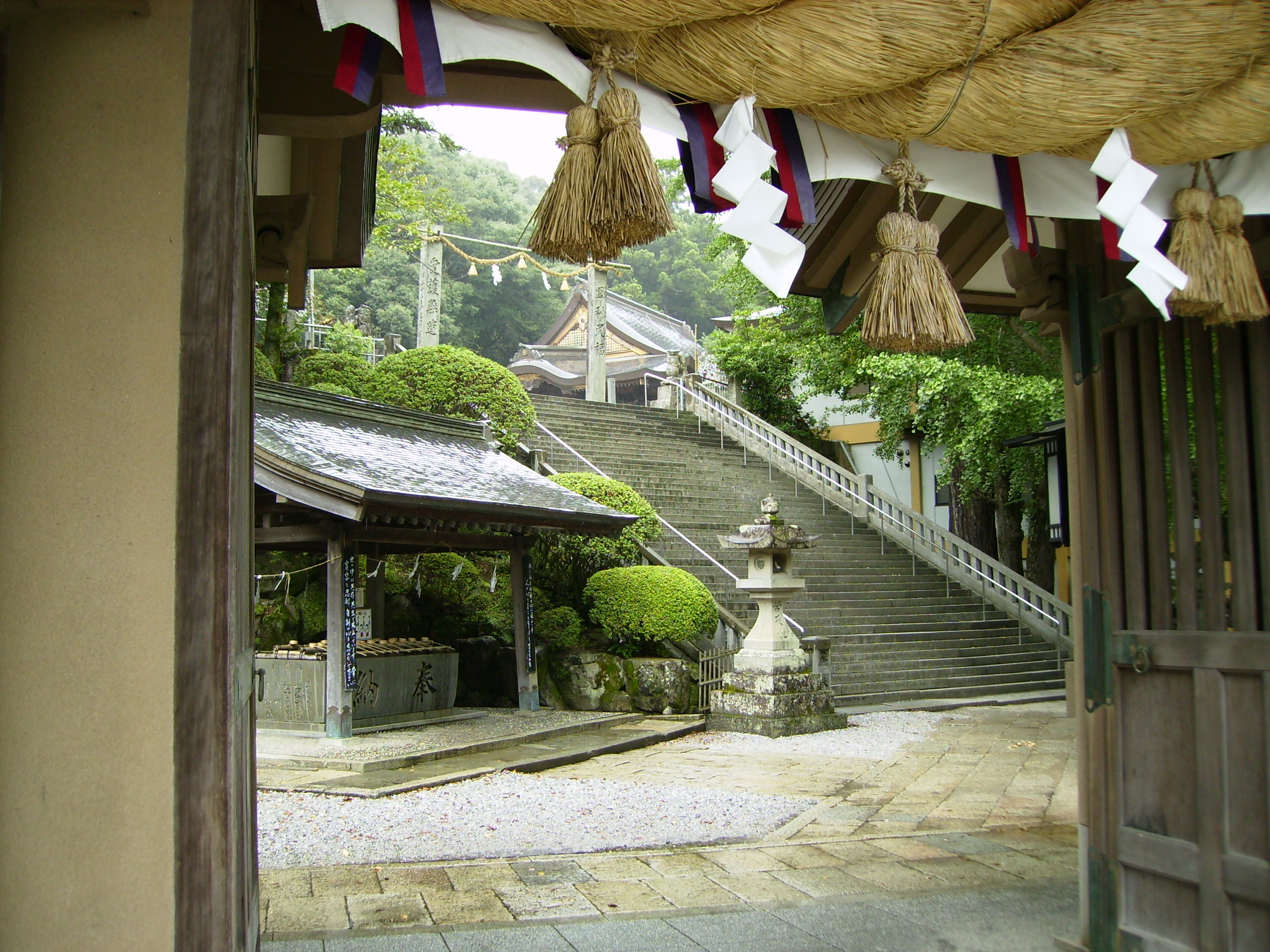
Wareijinja